# 正義聯盟 (香港)
正義聯盟（英語：Justice Alliance），有時亦自稱正義聯盟黨（英語：Justice Alliance Party），是一個香港激進建制派政黨，已故發言人為李偲嫣，自稱由「一群來自香港不同界別」人士組成。其經常猛烈攻擊香港民主派和本土派，並先支持梁振英政府，後轉為支持香港警察。
該黨自李偲嫣在2020年12月驟逝後，永久停止運作。

## 黨史

### 成立
2013年10月27日，李偲嫣創立正義聯盟，並兼任發言人。2015年8月，李偲嫣宣佈正義聯盟正式成為一個「黨」。

### 和平佔中及雨傘運動
正義聯盟籌備「愛與關懷反佔中工作小組」，聲稱用「愛與關懷反佔中」。2014年10月，正義聯盟在尖沙咀鐘樓對出空地舉行燭光晚會，反對佔領行動及支持警方執法，大會聲稱高峰期有6000人參加，警方則指高峰期約有1000人。有集會人士群起辱罵及襲擊在場採訪的記者。

### 黨內分裂
2016年3月3日，創黨主席李偲嫣被指涉嫌虧空公款22萬元，沒有將款項存入正義聯盟戶口，同日被罷免正義聯盟黨主席一職。李偲嫣亦因此而被正義聯盟開除黨籍，不過李偲嫣否認各項指控，又稱自己被外部勢力抹黑，召開記者會作反擊。

## 選舉

### 立法會選舉
| 選舉 | 民選得票 | 民選得票比例 | 地方選區議席 | 功能界別議席 | 總議席 | +/- |
| 2016 | 2,938 ━  | 0.51% ━      | 0            | 0            | 0 / 70 | 0 ━ |

## 外部連結
- 正義聯盟的Facebook專頁